# Park Gstaad
Le Park Gstaad est un hôtel de luxe situé à Gstaad, en Suisse. Il est membre des Swiss Deluxe Hotels.

## Histoire
Hans et Rosalie Reuteler ont créé cet hôtel lors de l’arrivée du chemin de fer à Gstaad, le M.O.B., qui donnait l’opportunité aux touristes du Lac Léman d’accéder plus rapidement à la vallée du Saanenland. Ils achetèrent un terrain sur la colline du Wispile et y firent construire un hôtel de luxe de 53 chambres. Le Park Hotel Reuteler ouvrit ses portes en 1910, doté déjà d’équipements rares pour son époque : chauffage central, électricité, et ascenseur.
En 1918, Marcel Reuteler, le fils de Hans et Rosalie, reprit l’hôtel. Diplômé de l'école Hôtelière de Lausanne et ayant travaillé au Claridge de Londres, il connait les attentes de la clientèle internationale. Le Park Hotel, qui accueillit entre autres l’Aga Khan, le Maréchal Montgomery, la Princesse Grace de Monaco et l’acteur Sir Peter Ustinov, resta aux mains de la famille Reuteler jusqu’en 1987.
Jean Nussbaumer, homme d’affaires et propriétaire du institut Le Rosey depuis 1980, reprit l’hôtel. Il décida ensuite de prendre deux années pour le rebâtir et lui adjoindre un nouveau bâtiment. En 1990, le Grand Hotel Park dévoila son nouveau décor, puis fut vendu en 1999 à Théo Gerlach, déjà propriétaire d’un groupe hôtelier, et, en 2003, acquis par Dona Bertarelli.
Quatre ans plus tard, Dona Bertarelli décida d’offrir au Grand Hotel Park une rénovation plus profonde. Pour célébrer le centenaire de la maison qui a grandi au rythme de la vie de Gstaad, elle confia à l’architecte Herbert Gnägi la mission d’allier l’authenticité d’un chalet avec une structure contemporaine. Elle choisit ensuite Federica Palacios, décoratrice ayant travaillé sur diverses propriétés luxueuses à Gstaad, pour offrir un nouveau souffle à l'hôtel, dont le nom change et devient : Park Gstaad en novembre 2016.